# British Mycological Society
La Société britannique de mycologie (British Mycological Society) est une société savante fondée en 1896.
Ses origines sont à rechercher du côté de deux sociétés locales, le Woolhope Field Naturalists’ Club d’Hereford et le Yorkshire Naturalists’ Union. C’est le conservateur du club d’Hereford, le Dr H.G. Bull, qui, en 1867, incite ses membres à commencer à s’intéresser particulièrement aux champignons. À la mort de Bull, les activités du club commencent à diminuer lorsque l’Union du Yorkshire prend le relais et fonde un comité mycologique en 1892. Celui-ci attire de nombreux mycologue comme Mordecai Cubitt Cooke (1825-1914), Carleton Rea (1861-1946), George Edward Massee (1850-1917), Charles Bagge Plowright (1849-1910) et d’autres.
Le besoin de pouvoir disposer d’une revue pour publier leurs observations, conduit M.C. Cooke, C. Rea, G.E. Massee, Charles Crossland (1844-1916) et d’autres mycologues à préparer en 1895 à la fondation, le 19 septembre 1896 à Selby, de la British Mycological Society. On procède à l’élection du premier bureau avec G.E. Massee à la présidence, C. Crossland à la trésorerie et C. Rea au secrétariat. Le choix de G.E. Massee s’explique par sa fonction dans les Jardins botaniques royaux de Kew (où il a remplacé M.C. Cooke comme mycologue en 1893) et sa réputation internationale (il a à son actif plus de 250 publications). À partir de 1897, C. Rea cumule les fonctions de trésorier, de secrétaire (jusqu’en 1918) et d’éditeur des comptes rendus (jusqu’en 1930). 
À partir de 1903, la société compte cent membres, au lendemain de la Seconde Guerre mondiale, elle compte plus de quatre cents membres pour atteindre aujourd’hui presque deux mille. Le premier membre honoraire fut Émile Boudier (1828-1920) en 1905, suivi de Pier Andrea Saccardo (1845-1920) en 1916, de C. Rea en 1918 et de Narcisse Théophile Patouillard (1854-1926) en 1920.
La Société fait paraître les Transactions of the British Mycological Society depuis 1897, en 1989 la revue devient Mycological Research puis en 2010 Fungal Biology. Le Bulletin de la Société à commencer à paraître en 1967 avant d’être remplacé par The Mycologist en 1897. Régulièrement, des volumes de Symposium thématique sont publiés, leur nombre s’élève aujourd’hui à vingt.
La Société porte particulièrement son attention sur l’enseignement de la mycologie. Des sorties régulières sur le terrain sont organisés, parfois à l’étranger, parfois en relation avec d’autres sociétés mycologiques comme en 1952 avec la Société mycologique de France. Elle est également à l’origine de l’organisation du premier congrès international en 1971 à Exeter sous la présidence de Cecil Terence Ingold (1905-), huit sociétés mycologiques y furent représentées.

## Liste des présidents de la Société
- 1896-1898 : George Edward Massee (1850-1917)
- 1899 : Charles Bagge Plowright (1849-1910)
- 1900-1901 : Harry Marshall Ward (1854-1906)
- 1902 : James William Helenus Trail (1851-1919)
- 1903 : révérend William L. W. Eyre
- 1904 : William Gardner Smith (1866-1928).
- 1905 : Sir R.H. Biffen.
- 1906 : Arthur Lister (1830-1908).
- 1907 : Annie Lorrain Smith (1854-1937).
- 1908 : Carleton Rea (1861-1946).
- 1909 : Michael Cressé Potter (1859-1948).
- 1910 : Horace Athelstan Wager (1876-1951).
- 1911 : Ernest Stanley Salmon (1871-1959).
- 1912 : Gulielma Lister (1860-1949).
- 1913 : Arthur Disbrowe Cotton (1879-1962).
- 1914 : Arthur Henry Reginald Buller (1879-1944).
- 1915 : E.A. Rea.
- 1916 : Ernest William Swanton (1870-1958).
- 1917 : Annie Lorrain Smith (1854-1937).
- 1918 : Révérend D. Paul.
- 1919 : Horace Athelstan Wager (1876-1951).
- 1920 : Thomas Petch (1870-1948).
- 1921 : Carleton Rea (1861-1946).
- 1922 : Frederick Thomas Brooks (1882-1952).
- 1923 : Otto Vernon Darbishire (1870-1934).
- 1924 : John Ramsbottom (1885-1974).
- 1925 : W.N. Cheeseman.
- 1926 : George Herbert Pethybridge (1871-1948).
- 1927 : Edwin John Butler (1874-1943).
- 1928 : Mme H. Gwynne-Vaughan.
- 1929 : Elsie Maud Wakefield (1886-1972).
- 1930 : Sir R.H. Biffen.
- 1931 : Arthur Anselm Pearson (1874-1954).
- 1932 : Gulielma Lister (1860-1949).
- 1933 : W. Brown.
- 1934 : B. Barnes.
- 1952 : Arthur Anselm Pearson (1874-1954).
- 1931 : Arthur Anselm Pearson (1874-1954).

## Source
- John Webster (1997). Presidential Address 1996 : The British Mycological Society, 1896-1996, Mycological Research, 101 (10) : 1153-1178.